# Ruth Fremson
Ruth Fremson est une photographe américaine, lauréate avec les équipes de photographes du New York Times du prix Pulitzer 2002 pour leurs clichés sur les attentats du 11 septembre aux États-Unis.

## Biographie
Ruth Fremson est une photographe, aujourd'hui basée à Seattle, qui couvre les événements de la côte ouest des Etats-Unis.
Auapravant, Fremson était basée à New York et couvrait alors différents événements internationaux comme la seconde intifada, les attentats du 11 septembre 2001 ou encore la guerre au Pakistan, en Afghanistan ou encore en Irak. Elle s'est aussi beaucoup rendu en Inde durant six années, observant et analysant le rapide développement du pays. Aux Etats-Unis, elle a couvert les campagnes présidentielles et d'autres événements de moindre importances.
En 2013, Fremson et la reporter Andrea Elliott réalisent un documentaire intitulé Enfant invisible, sur la vie de Dasani, un enfant sans-abri à New York. L'Enfant invisible a incité les acteurs politiques de la ville à sortir ses enfants de la rue et d'améliorer leurs conditions.